# Velódromo de Saint-Quentin-en-Yvelines
Velódromo de Saint-Quentin-en-Yvelines.
O velódromo de Saint-Quentin-en-Yvelines, igualmente nomeado Velódromo nacional, é um velódromo localizado em Montigny-le-Bretonneux nos Yvelines. Abriu as suas portas ao público a 13 de janeiro de 2014. A Federação francesa de ciclismo tem instalada a sua sede e a equipa da França o seu centro de treinos. O velódromo é o equipamento principal deste novo complexo, que comporta uma segunda arena adaptada às provas de BMX. Estas instalações com normas olímpicas acolhem competições nacionais e internacionais.

## Origem
Durante a Candidatura para os Jogos Olímpicos de 2012 da cidade de Paris, a cidade de Montigny-le-Bretonneux esteve escolhida como a futura localização do grande velódromo francês. Apesar do falhanço da candidatura, o projecto continuou. Para o presidente da Federação Francesa de Ciclismo David Lappartient, « o futebol tem o seu Clairefontaine, o Rugby Marcoussis, o ciclismo terá Saint Quentin en Yvelines ». O velódromo está previsto para servir de sede desportivo na candidatura de Paris para a organização dos Jogos Olímpicos de Verão de 2024.
O lançamento oficial do projecto teve lugar em 19 de outubro de 2009 no hotel da aglomeração de Saint-Quentin-en-Yvelines em presença de Rama Yade, secretária de Estado dos desportos, Michel Laugier, prefeito de Montigny-le-Bretonneux, Robert Cadalbert, presidente da comunidade de aglomeração de Saint-Quentin-en-Yvelines, David Lappartient e dos eleitos locais..

## Apresentação do projecto
O centro desportivo e de lazeres, completado de espaços acondicionados – agências, comércios, restaurantes, hotéis, alojamento de estudantes, pesquisadores e jovens activos, etc. está localizado num terreno de 15 hectares e se integrou entre a temporada de estação de Saint-Quentin-en-Yvelines - Montigny-le-Bretonneux e a baseia de pleno ar e de lazeres de Saint-Quentin-en-Yvelines.próximo da autoestrada A12.

### Concepção e PPP

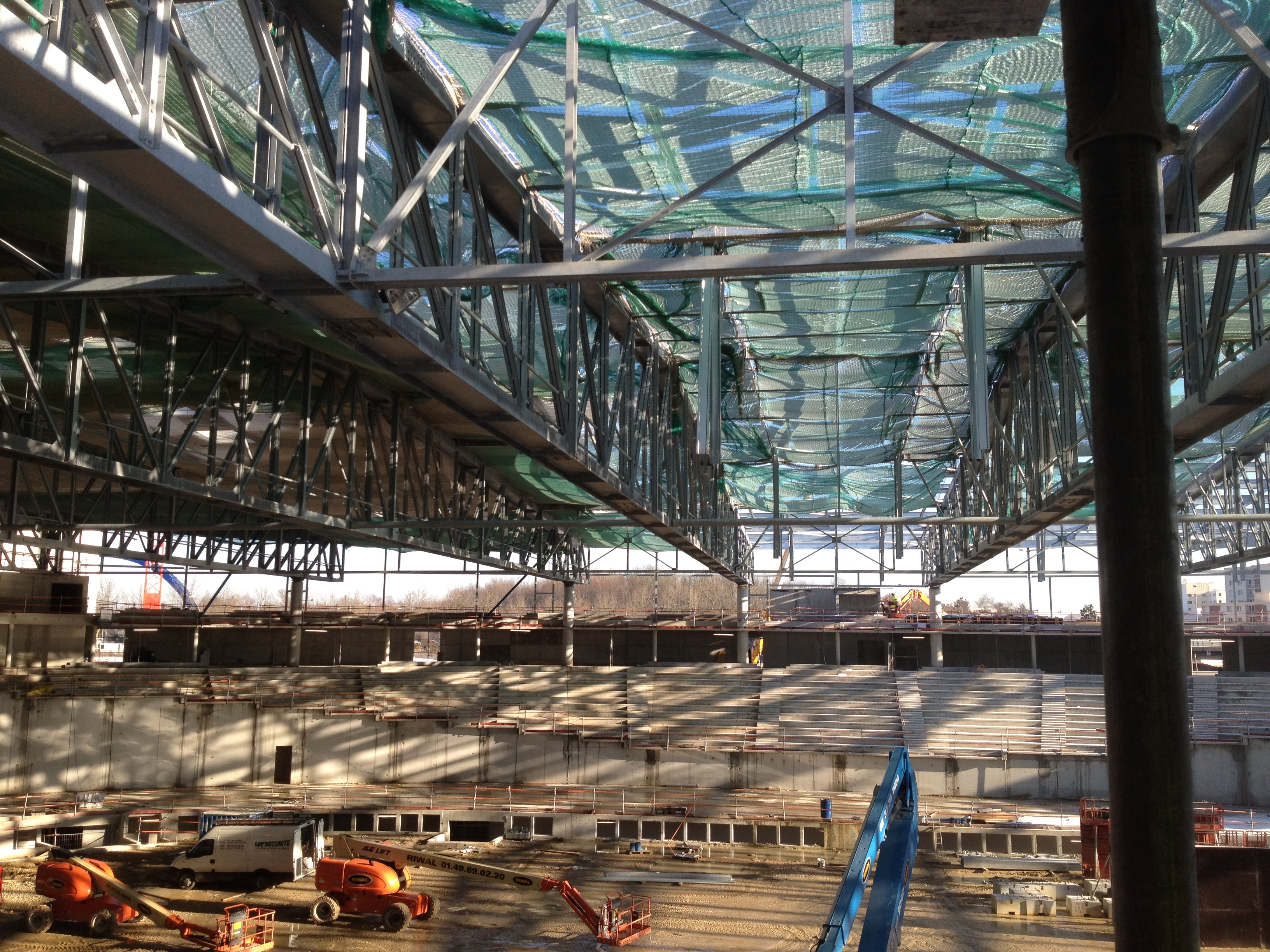
Velódromo em trabalhos (janeiro 2013)

A planta da obra e operação está assegurada pelas empresas Chabanne & Partenaires Architectes, Synthèse Ingénierie e pela agência Ter Paysagistes-Urbanistes. O arquiteto alemão Ralph Schürmann, igualmente arquiteto do velódromo dos Jogos Olímpicos de Pequim, é o designer da pista. Pertence a uma família de arquitetos consideradas como uma dos primeiras especialistas dos velódromos no mundo.
O orçamento inicial do projecto era 74 milhões de euros repartidos entre os diferentes actores à altura de 13,3 milhões de euros. O resto do orçamento vem de financiamentos e rendas. A construção do velódromo tem sido confiada à Vélopolis, um agrupamento  constituído de Bouygues Construction Île-de-France, DTP Terrassement, Exprimm (Bouygues energias serviços) e Meridiam, filial do Crédit Agricole e este,  no marco de um contrato de cooperação. O financiamento está assegurado por Dexia e Société générale. O orçamento será finalmente de 101 milhões de euros.
Vélopolis tem que gerir o complexo durante vinte sete anos.

### Velódromo
O velódromo pode acolher 6 043 pessoas com 5 000 lugares em bancada. Um espaço no coração da pista pode acolher 2 700 pessoas.
A pista, realizada em madeira de pinheiro da Sibéria, tem 250 m de comprimento com 8 m de largura — uma primeira mundial. — com um raio constante de 23 metros e das curvas levantado a 43 °graus

### A arena BMX

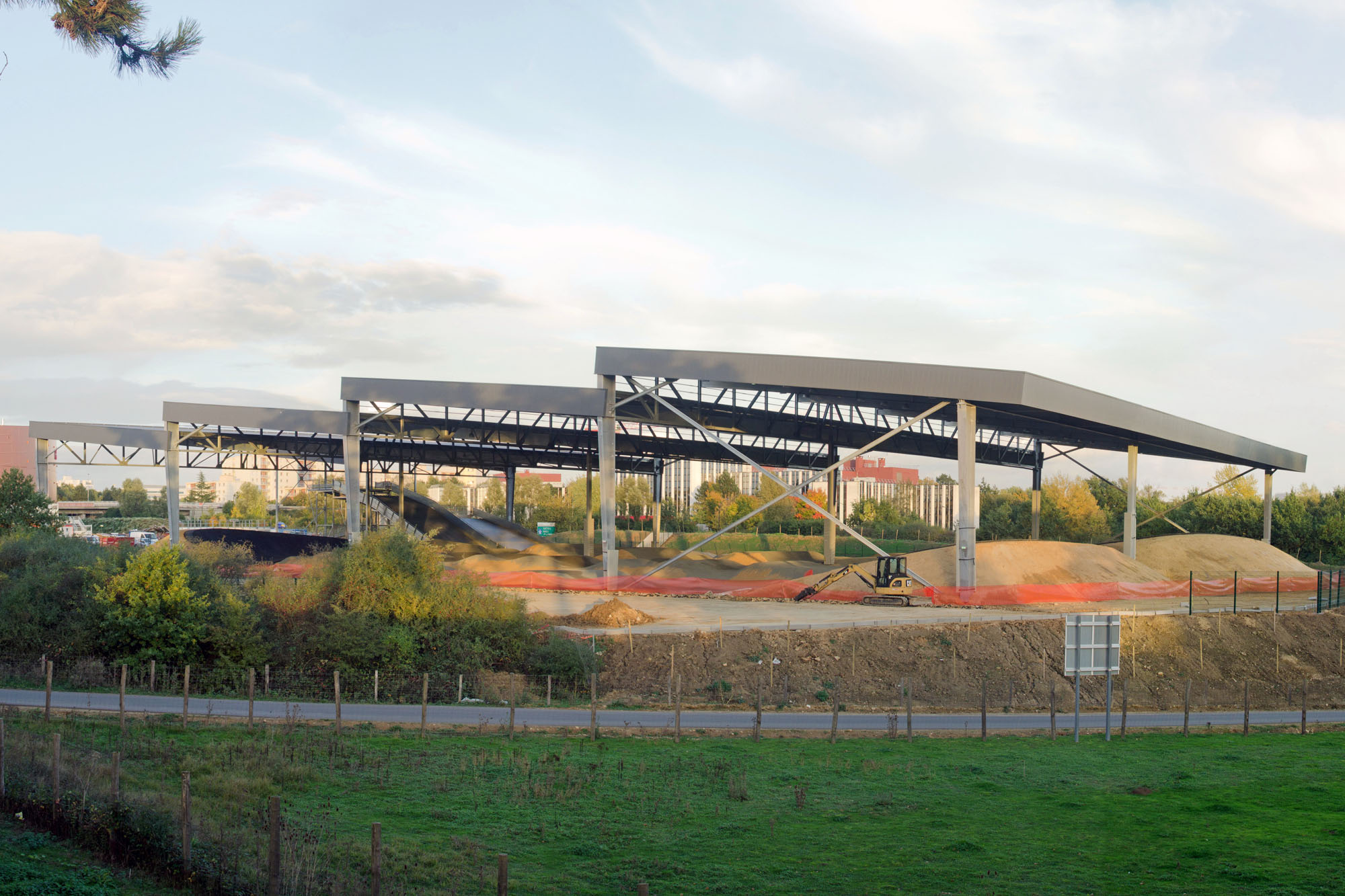
Velódromo de Saint-Quentin-en-Yvelines, arena BMX

Cerca do velódromo foi construído uma pista de BMX coberta e iluminada, a primeira da Europa. Oferece duas rampas de saída contiguas (4 e 8 m de altura) e três rectas desdobradas.

### Estruturas complementares
Trata-se de quatro edifícios de alojamento : 480 quartos para os estudantes, 136 quartos para os jovens activos, 120 quartos para os pesquisadores e 60 quartos para um hotel elevado de faixa destinada às turistas. Um restaurante é a disposição dos desportistas e do staff.

## Acontecimentos

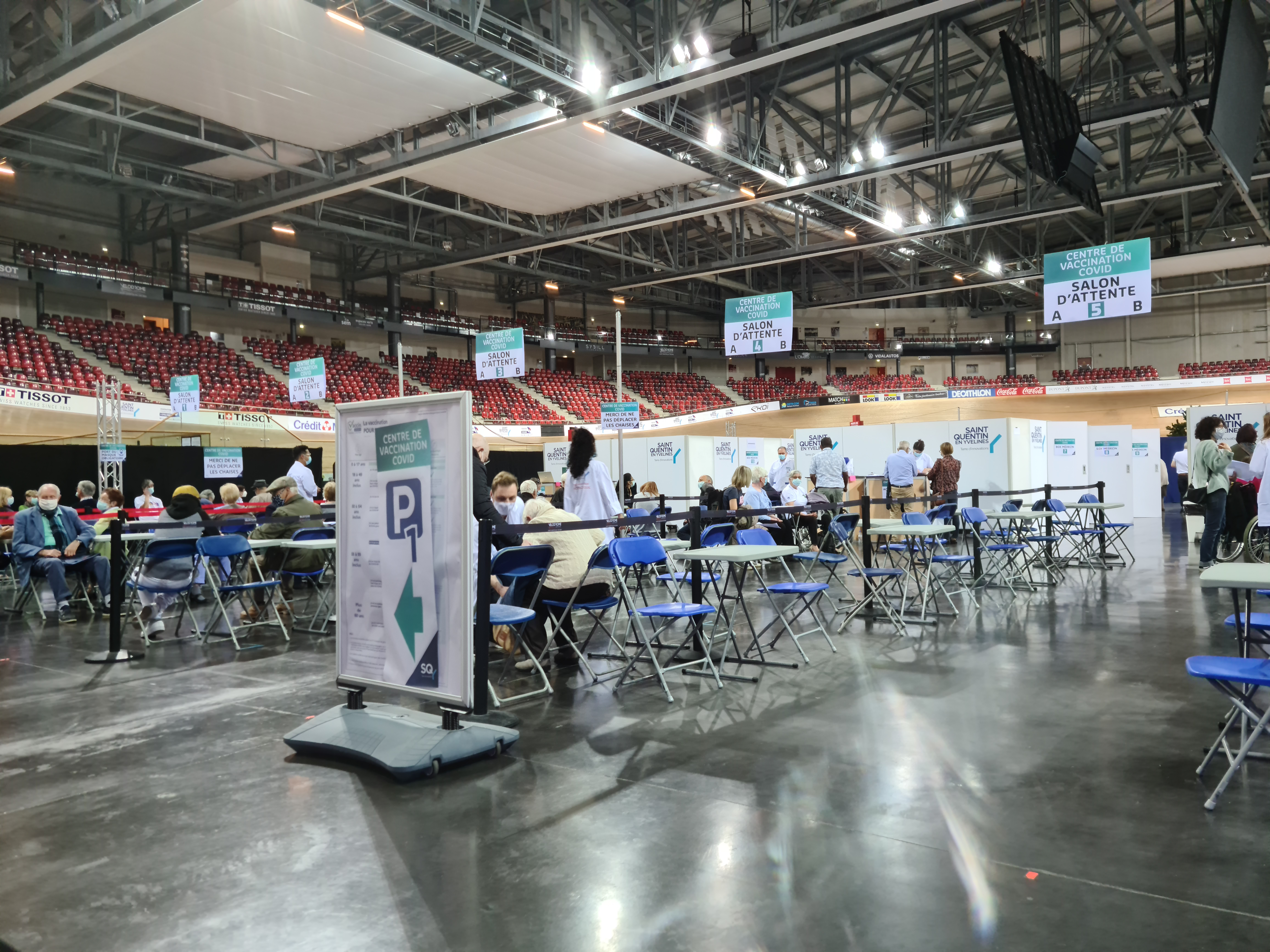
O velódromo de Saint-Quentin-en-Yvelines adaptado a centro de vacinação durante a pandemia da Covid-19 (três espaços de espera)

Após uma abertura a 13 de janeiro de 2014, a noite de inauguração oficial manteve-se a 30 de janeiro, com uma competição de ciclismo em pista que opõe a França e a Grã-Bretanha.. O 1.º e 2 de fevereiro de 2014 tinham lugar das Jornadas de Portas Abertas.
Enquanto a 31 de janeiro de 2014, Robert Marchand, maior de 102 anos, bate o seu próprio recorde dos centenários percorrendo 26,927 km numa hora.
O velódromo acolhe os Campeonato da França de ciclismo em pista de 2 a 5 de outubro de 2014, depois os campeonatos mundiais de 18 a 22 de fevereiro de 2015 Durando estes últimos, dois recordes do mundo femininos foram batidos : em velocidade por equipas e em perseguição por equipas. Acolhe igualmente os Campeonato Europeu em pista em 2016 e a primeira manga da Copa do mundo em pista 2018-2019.
A 16 de agosto de 2015, o Paris Brest-Paris randonneur parte desde o velódromo.
As provas de ciclismo em pista dos Jogos Olímpicos e paralímpicos de Verão de 2024 terão igualmente lugar no velódromo.